# Parson’s Barn
Parson's Barn ist eine große  Kaverne auf Höhe des Meeresspiegels  am Ärmelkanal auf der Isle of Purbeck in der Grafschaft Dorset, an der Südküste von England.

## Lage
Sie liegt unterhalb der Ballard Point Klippen, zwischen Studland Bucht und Swanage Bucht. Die Höhle Parson’s Barn befindet sich direkt östlich von Studland, ein paar hundert Meter südlich von Handfast Point und des Old Harry Rocks etwa fünf Kilometer nordöstlich von Swanage.

## Beschaffenheit
Das Meer hat einst ein großes Loch in den Felsen geschwemmt. Küste und Klippen entlang Ost Devon und Dorset am Ärmelkanal gehören zu den Naturwundern der Welt. Von Orcombe Point bei Exmouth bis zu den Old Harry Rocks bei Studland Bay, erstreckt sich ein 155 Kilometer langer Küstenstreifen, der als erste Naturlandschaft in England von der UNESCO zum Weltnaturerbe erklärt wurde. Die Höhle Parson’s Barn ist Teil der sogenannten Jurassic Coast. Orcombe Point ist durch eine Geo-Nadel gekennzeichnet, er zeigt den Ausgangspunkt für die World Heritage Tour. Die Steinschichten entlang der Jurassic Coast sind leicht nach Osten geneigt. Deswegen wird der älteste Teil der Küste im westlichen Bereich gefunden.

## Legende
Die entstandene Kaverne wurde als Schmugglerversteck benützt. Ein Großteil ist seitdem eingestürzt und wurde vom Meer erodiert, nur einige Felsnadeln blieben stehen. Die Wellen haben Bögen in die Kreidesäulen geschnitten. Wenn die Winde während schwerer Stürme wehen, erzeugt dies Klänge wie bei einem Glockenläuten. Der Legende nach kommen diese Töne von einem Schiff, das Glocken für eine Kirche nach Poole brachte und der wegen des Gotteslästerung der Besatzung an dieser Stelle sank.